# Салина
Салина (итал. Isola di Salina) — один из Липарских островов, находится в центре архипелага.
Площадь острова — 26,8 км², что уступает лишь Липари. На данной территории располагаются три коммуны (Санта-Марина-Салина, Мальфа, Лени) с населением 2299 человек (2005).
Геологически остров имеет вулканическое происхождение и сложен из двух спящих вулканов Фосса-делле-Фельчи (968 м) и Монте-дей-Порри (860 м). В древности остров из-за его формы назывался Дидима (др.-греч. Δίδυμα, лат. Didyme) — «Близнецы» («Двойной»). Фосса-делле-Фельчи также является наивысшей точкой всех Липарских островов. Последнее извержение на Салине было около 13 тыс. лет назад.

## В культуре
Действие романа Даниэля Шпека «Bella Германия» частично разворачивается на Салине.